# Old Surehand II
Old Surehand II ist der zweite Band der Surehand-Trilogie. Karl May schrieb den zweiten Teil der Erzählung in der Zeit von November bis Dezember 1894. Da er einen festen Abgabetermin einhalten musste, schrieb er nur eine Rahmenhandlung für fünf bereits veröffentlichte Erzählungen. Er wurde in der Reihe Karl May’s gesammelte Reiseromane vom Verlag Friedrich Ernst Fehsenfeld als Band Nummer 15 veröffentlicht.
1909 erschien eine illustrierte Ausgabe mit Bildern von Claus Bergen.

## Vorläufer
Mit Ausnahme des Schlusskapitels griff er auf bereits veröffentlichte Texte zurück. Im zweiten Band wurden die folgenden Geschichten durch eine Rahmenerzählung zusammengefasst:
- Three carde monte[2]
- Vom Tode erstanden[3]
- Auf der See gefangen[4]
- Unter der Windhose[5]
- Der Königsschatz[6] (Teil des Kolportageromans Waldröschen: Die Höhle des Königsschatzes und die erste Hälfte von Lebendig begraben)

## Inhalt

### Überblick
- Erstes Kapitel: Bei Mutter Thick (S. 1–211)
- Zweites Kapitel: Der Königsschatz (S. 211–424)
- Drittes Kapitel: Ein Korsar (S. 425–581)
- Viertes Kapitel: Die verkehrten Toasts (S. 581–647)

### Handlung
Old Shatterhand ist in Jefferson-City im Gasthaus von Mutter Thick. Dort sind eine ganze Reihe interessanter Gestalten versammelt, die sich gegenseitig mit erzählten Abenteuern unterhalten. Old Shatterhand hört nur zu.
Diese Plauderstunde wird durch sechs Rowdies unterbrochen. Deren Anführer, Toby Spencer, erwähnt, dass er mit General Douglas nach Colorado will. Da er bald darauf Streit anfängt, wirft Old Shatterhand die ganze Bande raus. Anschließend besucht er das Bankhaus Wallace, wo er Auskunft über Old Surehand bekommt. Dieser sei ebenfalls nach Colorado unterwegs, da er die Spur von Dan Etters wiedergefunden habe.
Kurz darauf trifft Old Shatterhand auf Dick Hammerdull und Pitt Holbers, denen von dem General Geld gestohlen worden ist.
Old Shatterhand, Winnetou, Holbers und Hammerdull sowie der Detektiv Treskow, den sie bei Mutter Thick kennengelernt haben, beschließen dem General zu folgen und auch nach Old Surehand zu suchen.
Auf Fenners Farm stoßen sie unvermutet auf Old Wabble, der einen Mordversuch auf Shatterhand unternimmt, der aber glücklicherweise von Winnetou vereitelt wird. Unterdessen erwischt Dick Hammerdull Old Wabbles Komplizen beim Stehlen der Pferde von Pitt Holbers und dem Detektiv Treskow. Doch dank Winnetous und Old Shatterhands Schusskünsten kommen sie nicht weit.

## Buchausgaben
- Karl May: Old Surehand (3 Bände). Reprint der ersten Buchausgabe des Verlages von Friedrich Ernst Fehsenfeld, Freiburg i. Br., 1894, 1895 und 1896, herausgegeben mit einem Nachwort von Roland Schmid vom Karl-May-Verlag, Bamberg 1983.
- Nach dem Tode Karl Mays 1912 wurde die dreibändige Erzählung (neu strukturiert) in Karl May’s Gesammelte Werke (Karl-May-Verlag. Bamberg, Radebeul) aufgenommen. Die Bände 14 und 15 enthalten die eigentliche Old-Surehand-Erzählung (Band I, 4. Kapitel von Band II und Band III) während der 19. Band mit dem Titel Kapitän Kaiman die Texte „Auf der See gefangen“, „Three carde monte“ und „Unter der Windhose“ enthält. Die Episode „Der Königsschatz“ wurde als Teil des Romans Waldröschen im 51. Band veröffentlicht.
- Die Entstehungsdaten der Erzählungen „Ein Self-man“, „Vom Tode erstanden“ und „Auf der See gefangen“ wurden aus dem Frohe Stunden-Reprint der Karl-May-Gesellschaft entnommen.[8]
- Aktuelle Ausgaben in der Bücherdatenbank.

## Vertonungen
Da es sich streng genommen fast um einen Sammelband handelt, gibt es keine Vertonung des ganzen Stoffes. Die Old Surehand 2 genannten Produktionen sind fast ausschließlich Old Surehand 3-Texte, was eben daran liegt, dass der Karl-May-Verlag, der oft als Lizenzgeber fungierte, aus Old Surehand 3 eben Old Surehand 2 machte und den eigentlichen Band 2 ausgliederte.
Die Teilerzählung Auf der See gefangen wurde allerdings als Hörspiel bearbeitet.
Die einzigen echten Old Surehand 2-Umsetzungen entstanden im Bereich der Produktionen für Blinde und Sehbehinderte und sind nicht käuflich zu erwerben.

## Belege
1. ↑  https://www.karl-may-wiki.de/index.php/Surehand-Trilogie
2. ↑  https://www.karl-may-wiki.de/index.php/Three_carde_monte
3. ↑  https://www.karl-may-wiki.de/index.php/Vom_Tode_erstanden
4. ↑  https://www.karl-may-wiki.de/index.php/Auf_der_See_gefangen
5. ↑  https://www.karl-may-wiki.de/index.php/Unter_der_Windhose
6. ↑  https://www.karl-may-wiki.de/index.php/Der_Königsschatz
7. ↑  https://www.karl-may-wiki.de/index.php/Old_Surehand
8. ↑  https://www.karl-may-wiki.de/index.php/Frohe_Stunden